# Maria da Penha
Maria da Penha Maia Fernandes (Fortaleza, Ceará, 1er février 1945) est une pharmacienne brésilienne, devenue symbole de la lutte contre le féminicide et la violence contre les femmes. Elle est dirigeante de mouvements sociaux pour la défense des droits des femmes.

## Biographie
En 1983, son mari, le professeur colombien Marco Antonio Heredia Viveros, essaye de la tuer deux fois. La première fois, il lui tire dessus, en simulant un cambriolage; la deuxième fois, il tente de l'électrocuter. Penha reste paraplégique à la suite de ces agressions. Dix-neuf ans plus tard, son agresseur est condamné à huit ans de prison, mais ne reste en prison que deux ans et est libéré en 2004,.
L'épisode a une répercussion internationale et est pour la première fois est jugé comme violence domestique à la Commission interaméricaine des Droits de l'Homme de l'Organisation des États Américains (OEA).
Le 7 août 2006, le président brésilien Luiz Inácio Lula da Silva promulgue la Loi Maria da Penha (loi 11.340/06), qui stipule des peines plus sévères lors d'agressions contre les femmes, spécialement si elles ont lieu au sein de la famille,.
La loi porte le nom de Maria da Penha, devenue symbole national de la violence contre les femmes.
Penha est une coordinatrice de l'Association d'études, recherche et publications de l'Association des familles et amis des victimes de la violence (APAVV), au Ceará.

## Récompenses et titres honorifiques
Le 20 décembre 2022, elle reçoit un titre de Docteur Honoris Causa de l'Institut fédéral d'éducation, de science et de technologie de l'Université fédérale de Ceará, en même temps que l'ancien député fédéral Ariosto Holanda (pt) et la gouverneure et psychologue du développement Maria Izolda Cela